# Altmühlkreis
Der Altmühlkreis mit der Hauptstadt Eichstätt war einer der Kreise des 1806 gegründeten Königreichs Bayern.

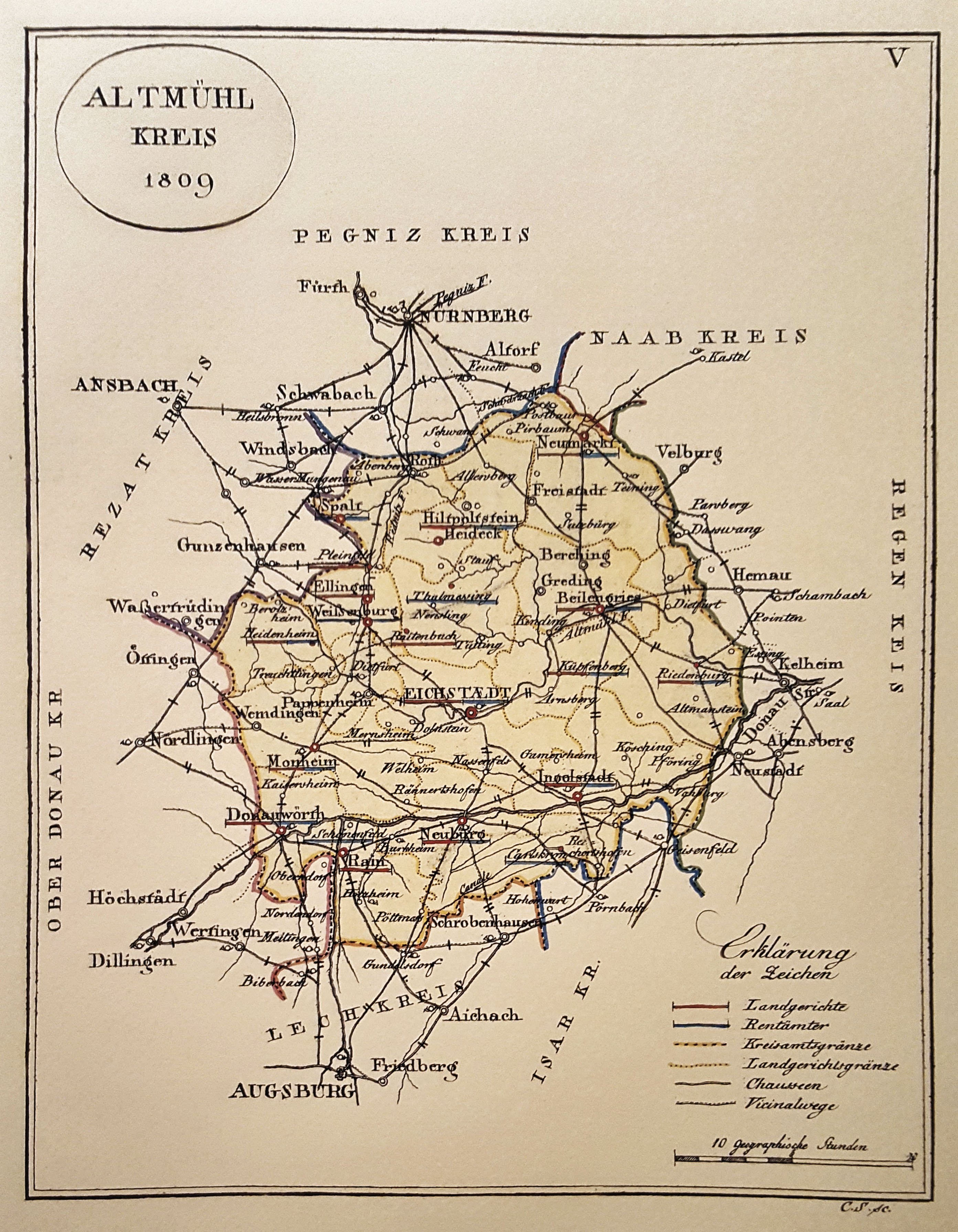
Der Altmühlkreis (1809)

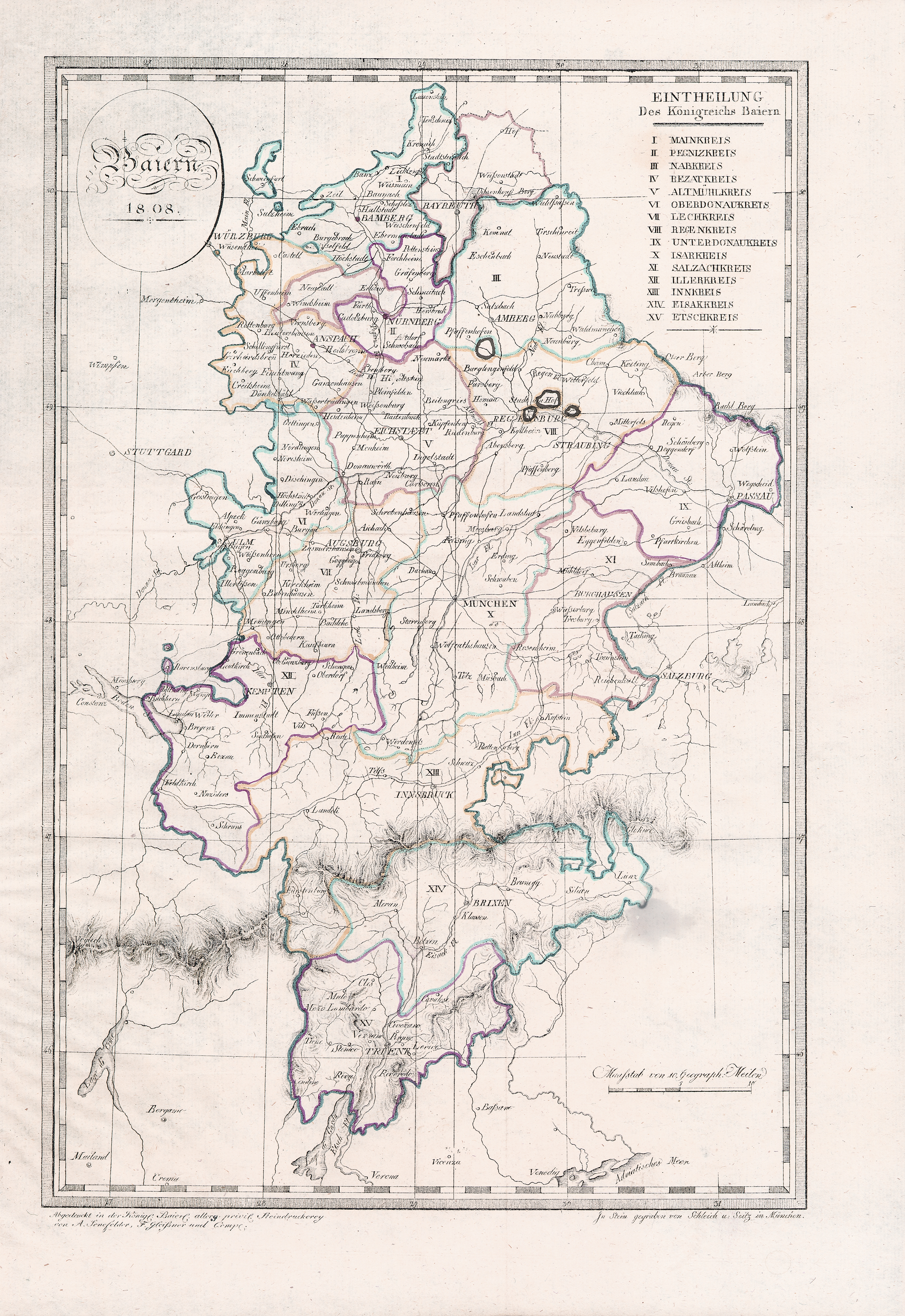
Bayerns Einteilung in Kreise im Jahr 1808

## Geschichte
Im Jahr 1808 kam es zu einer grundlegenden Neuordnung der Verwaltung Bayerns, die von Maximilian von Montgelas initiiert wurden. Montgelas war damals der leitende Minister des zwei Jahre zuvor gegründeten Königreichs Bayern. Im Rahmen dieser Reform wurde auch die mittlere Verwaltungsebene komplett umgestaltet, wobei die historisch gewachsenen Territorialeinheiten aufgelöst und stattdessen fünfzehn administrative Kreise geschaffen wurden, zu denen auch der Altmühlkreis gehörte.
Der Altmühlkreis umfasste ein territorial sehr zersplittertes Gebiet. Altbayrische und oberpfälzische Landgerichte – Neumarkt, Riedenburg, Ingolstadt, Rain und das Donaumoosgericht – sowie pfalz-neuburgische Gebiete – die Landgerichte Neuburg, Monheim und Hilpoltstein, die Stadt Donauwörth – trafen zusammen mit den Landgerichten Eichstätt, Beilngries, Kipfenberg und Raitenbuch des ehemaligen Hochstifts Eichstätt und Teilen des 1806 gegen das Herzogtum Berg eingetauschten Fürstentums Ansbach – die bisher preußischen Justizämter Ellingen, Heidenheim, Roth, Spalt mit Pleinfeld und Abenberg, Weissenburg. Diese zunächst 21 Landgerichte und Ämter sowie die Grafschaft Pappenheim wurden zum Altmühlkreis zusammengefasst und noch im Herbst 1808 zu 15 Landgerichten zusammengefasst. Ab 1809 wurden die Städte Eichstätt, Ingolstadt und Neuburg von den gleichnamigen Landgerichten getrennt, direkt dem Generalkreiskommissariat unterstellt und damit kreisunmittelbar. Aber bereits 1810 wurde der Altmühlkreis wieder aufgelöst. Sein Gebiet wurde überwiegend dem Oberdonaukreis zugeordnet, das Landgericht Riedenburg kam jedoch zum Regenkreis.
Generalkommissär des Altmühlkreises war Maximilian Graf von Thurn und Taxis. Erster Sekretär der Kreisregierung war Johann Simon Edler von Walck.

## Kreisunmittelbare Städte
Eichstätt, Ingolstadt, Neuburg an der Donau

## Landgerichte
Beilngries, Donauwörth, Eichstätt, Heidenheim, Hilpoltstein, Ingolstadt, Moosgericht mit Sitz in Karlskron (Ende 1808 zum Landgericht Neuburg), Kipfenberg, Monheim, Neuburg an der Donau, Neumarkt in der Oberpfalz, Pleinfeld (Ende 1809 zum LG Raitenbuch), Rain, Raitenbuch, Riedenburg, Weißenburg